# Theodor Mommsen
Theodor Mommsen (n. 30 noiembrie 1817 Garding, în sudul provinciei Schleswig - d. 1 noiembrie, 1903) a fost un istoric și jurist german, laureat al Premiului Nobel pentru Literatură în 1902.

## Motivația Juriului Nobel
"Cel mai mare maestru în viață al timpului nostru în arta redării istoriei, luând în considerație mai cu seamă monumentala sa Istorie a Romei".

## Viața
S-a născut în anul 1817, la Garding, în Schleswig. Tatăl său, Jens Mommsen, a fost pastor luteran.
Studiează dreptul la Kiel (1838 - 1843). După susținerea tezei de doctorat, își câștigă existența predând istoria și geografia la diferite licee din Hamburg. În același timp, pune la punct și publică Die römischen Tribus in administrativen Beziehung (Districtele romane sub raport administrativ) care prevestea deja o puternică tendință interdisciplinară: studiul dreptului roman în strânsă legătură cu cel al istoriei antice și cu cel al filologiei. În felul acesta, era convins el, se reușea o reconstituire integrală a istoriei și a civilizației romane. Obține o bursă și pleacă, mai întâi, în Franța (Lyon, Montpellier, Nîmes), apoi, în 1844, în Italia (Lucca, Florența), unde a început să cerceteze și să ilustreze inscripțiile antice. A desfășurat această muncă de cercetare în colaborare cu G. Henzen și Giovanni-Batistta Rossi. La Roma a luat legătura cu Bartolomeo Borghesi, mare cunoscător al antichitații romane, de care se apropie cu admirație și căruia îi va rămâne îndatorat pentru îndrumările date. În 1846 a poposit la Venafra pentru o primă recunoaștere a epigrafiilor latine. Atunci a citit pentru prima oară Tabla Aquaria (descoperită la Cosmo De Utris), iar ulterior a publicat-o la Leipzig, în 1852, în „Inscriptiones Regni Neapolitani latinae”.
În anul 1847 se reîntoarce în țară, după studii și cercetări rodnice. Pentru scurt timp lucrează la Rendsburg, în redacția cotidianului Schleswig-Holsteiner Zeitung, după care, în toamna aceluiași an, este numit profesor de drept la Facultatea din Leipzig. Pentru că a luat parte la mișcarea democratică din 1848 este judecat, condamnat la nouă luni închisoare pe care nu le execută, fiind grațiat, dar și concediat.
Din primăvara anului 1852 Mommsen începe să lucreze la opera sa capitală, Die römische Geschichte (Istoria romană), publicată între anii 1854 - 1885. Marea realizare a lui Mommsen constă în acel acord unic în armonia lui, rezultat din cunoștințele acumulate de-a lungul anilor, ca urmare a unor studii de specialitate în domeniul juridic și economic. Negând romantismul lui Niebuhr, el a creat o uriașă panoramă evoluționistă a Romei, evocând-o într-un stil foarte modern, plin de culoare, până la cele mai mici amănunte, de la primele contururi ce se detașau din negura densă a tradiției până în clipa în care republica romană piere.
În anul 1854 i se oferă catedra de drept roman la Zürich, apoi la Breslau. Când i-a parvenit știrea că fusese numit profesor la Universitatea din Berlin (1857), se afla într-o călătorie de studii, care i-a purtat pașii de la Viena până în Transilvania. În această calitate și-a asigurat, datorită competenței, talentului și forței sale de muncă, o reputație de savant.
La vârsta de 70 ani a renunțat la catedră, consacrându-se exclusiv expertizelor și muncii de cercetare. În anul 1902 i s-a conferit Premiul Nobel pentru literatură, fiind primul scriitor german căruia i s-a acordat înalta distincție.
În întreaga sa viață, Mommsen a reprezentat aripa stângă a liberalilor și a rămas dușman declarat al politicii lui Bismarck, pe care îl considera oportunist. Adept al lui Kant, tinde să-și educe cititorul în sensul formării unei judecăți politice. Mommsen nu este doar autorul unei cuprinzătoare și valoroase opere istorice, ci și unul dintre primii organizatori ai științei istoriei. Sub conducerea sa a apărut, începând din 1863, Corpus inscriptiones Latinarum (Corpul inscripțiilor latine). Tot el a editat Auctores antiquissimii (Autori foarte vechi) și numeroase alte lucrări de drept roman. A încetat din viață în 1903.

## Opera
- Die römischen Tribus in administrativen Beziehung (Districtele romane sub raport administrativ), 1844
- Uber das römische Münzwesen (Despre sistemul monetar roman), 1850
- Die unteritalischen Dialekte (Dialectele suditalice), 1850
- Inscriptiones regni Neapolitani Latinae (Inscripțiile napolitane), 1852
- Die römische Geschichte (Istoria romană), 1856 - 1885
- Corpus inscriptiones Latinarum (Corpul inscripțiilor latine), începând din 1863
- Das römische Staatsrecht (Dreptul public roman), 1871 - 1888
- Das römische Strafrecht (Dreptul penal roman), 1899

### Lucrări traduse în limba română
- Istoria romană, traducere Joachim Nicolaus, Editura Științifică și Enciclopedică, București, 1987 (Vol. I - până la supunerea Cartaginei și a statelor grecești).
- Istoria romană, Editura Științifică și Enciclopedică, București, 1988 (Vol. II - Revoluția).
- Istoria romană, Editura Științifică și Enciclopedică, București, 1988 (Vol. III - Întemeierea monarhiei militare).
- Istoria romană, Editura Enciclopedică, București, 1991, ISBN 973-29-0189-6 (Vol. IV - Provinciile și locuitorii de la Caesar până la Dioclețian).